# 肋脈狸藻
肋脈狸藻（學名：Utricularia costata）為狸藻屬疑似一年生小型食肉植物。其种加词“costata”来源于拉丁文“costa”，意为“肋，侧”，指其花萼具明显的肋。肋脈狸藻為巴西與委內瑞拉所特有。肋脈狸藻陸生或岩生于稀树草原岩石间潮湿的土壤中。1986年，彼得·泰勒最先描述了肋脈狸藻。